# Anna Estelle Glancy

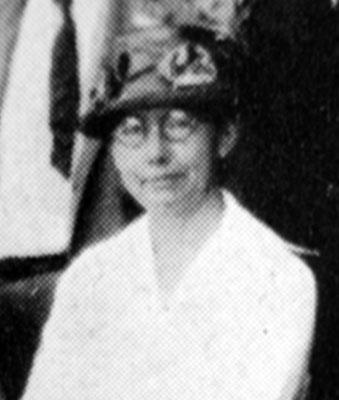
Anna Estelle Glancy en 1919.

Anna Estelle Glancy (20 de octubre de 1883 – 19 de mayo de 1975) fue una astrónoma y diseñadora de lentes profesionales cuyo trabajo mejoró la óptica de las lentes, cámaras, telescopios, e instrumentos ópticos militares. Nació y murió en Waltham, Massachusetts.

## Publicaciones
- Glancy, A. (1909). Observaciones de cometas y asteroides. Berkeley: University Press.
- Glancy, A. (1909). Observaciones fotográficas de Cometa c 1908 (Morehouse). Berkeley: University Press.
- Cole, F., Cummings, L., Glancy, A., Leuschner, A., Levy, S., Merrill, G., Van Orstrand, C. y White, H. (1921). Memorias de la Academia Nacional de Ciencias. Volumen XIV. Washington, DC: [s.n.].
- Glancy, A., Leuschner, A. y Levy, S. (1922). Sobre la teoría de von Zeipel de las perturbaciones del grupo de Hecuba de planetas menores. [Washington].
- Leuschner, A., Glancy, A. y McDonald, S. (1922). Tablas de planetas menores descubiertos por James C. Watson. Washington: Govt. Print. Off.
- Perrine, C. y Glancy, A. (1934). Observaciones del cometa Halley durante su aparición en 1910. Córdoba: Publicado por el Observatorio.
- Glancy, A. (1936). El poder focal de las lentes oftálmicas. [Southbridge, Mass]: American Optical Co.

## Patentes
- Máquina de pulido de lentes US1503497 A, 5 de agosto de 1924, Anna Estelle Glancy, American Optical Corp
- Lente oftálmica US1518405 A, 9 de diciembre de 1924, Anna Estelle Glancy, American Optical Corp
- Lente US1520617 A, 23 de diciembre de 1924, Anna Estelle Glancy / Edgar D Tillyer, American Optical Corp
- Lente oftálmica US1659197 A, 14 de febrero de 1928, Anna Estelle Glancy, American Optical Corp
- Dispositivo de asiento de lente US1722520 A, 30 de julio de 1929, Anna Estelle Glancy, American Optical Corp
- Dispositivo de prueba de lente US1726820 A, 3 de septiembre de 1929, Anna Estelle Glancy, American Optical Corp
- Sistema óptico para medir cambios en la ampliación US2179850 A, 14 de noviembre de 1939, Anna Estelle Glancy, American Optical Corp
- Lente oftálmica US2180003 A, 14 de noviembre de 1939, Anna Estelle Glancy / Louis L Gagnon, American Optical Corp
- Sistema de prueba de tamaño US2191107 A, 20 de febrero de 1940, Anna Estelle Glancy, American Optical Corp
- Objetivo de gran apertura US2371165 A, 13 de marzo de 1945, Anna Estelle Glancy, American Optical Company
- Sistema de lentes de gran apertura con medios para reducir las aberraciones esféricas US2474837 A, 5 de julio de 1949, Anna Estelle Glancy, American Optical Corp